# Парламентские выборы в ЮАР (2004)
Всеобщие выборы прошли в ЮАР в среду, 14 апреля 2004 года. Африканский национальный конгресс (АНК) президента Табо Мбеки, пришедший к власти после падения системы апартеида в 1994 году, был переизбран повышенным большинством голосов.
Это были третьи выборы, проведённые после окончания эпохи апартеида. Национальная ассамблея ЮАР состоит из 400 членов, избираемых на основе пропорционального представительства. 200 членов избираются по общенациональным партийным спискам, остальные 200 избираются по партийным спискам в каждой из девяти провинций. Президент ЮАР избирается Национальным собранием после каждых выборов.
АНК, находящийся у власти с 1994 года, получил 69,7 % голосов в общенациональном голосовании, что теоретически позволяет ему изменить конституцию.
На всеобщих выборах 2004 года было зарегистрировано около 20,6 млн человек, что примерно на 2 млн больше, чем в 1999 году. В выборах приняли участие около 76 % зарегистрированных избирателей, при этом АНК получил 69,7 % поданных голосов. Однако в выборах 2004 года приняли участие только 56 % имеющих право голоса избирателей (граждане ЮАР избирательного возраста), а это означает, что АНК получил голоса лишь около 38 % всех имеющих право голоса избирателей.
В 2004 году число воздержавшихся избирателей увеличилось, и была проведена как минимум одна громкая кампания бойкота выборов и регистрации — No Land! No House! No Vote!. Основной избирательной проблемой во время выборов было доминирование АНК; недоброжелатели АНК, в первую очередь Демократический альянс, утверждали, что политическое господство партии представляет угрозу для демократических институтов страны и что поэтому избиратели должны голосовать за оппозиционные партии.
Основная оппозиционная партия, Демократический альянс, также получила повышенный процент в общенациональном голосовании, скорее всего, от бывших сторонников Новой национальной партии (ННП), возможно, уступив некоторую долю поддержки новым Независимым демократам Патрисии де Лилль. ННП, потомок правящей партии эпохи апартеида, потерпела крах и потеряла большую часть своей поддержки, упав с 6,9 % в 1999 году до 1,7 % (в 1994 году было 20,4 %), многие из их сторонников недовольны своим союзом с АНК. Альянс ННП с АНК позволил АНК получить контроль над Западным Кейпом и городом Кейптаун; после выборов ННП решила распустить и слиться с АНК.
Независимые демократы удивили многих наблюдателей, получив больше голосов, чем Новая национальная партия, став пятой по величине партией. Партия свободы Инката потеряла некоторую поддержку, в том числе большинство в своей опорной провинции Квазулу-Натал, в то время как Объединённое демократическое движение также потеряло поддержку, едва удерживаясь в качестве оппозиции в своём оплоте, Восточно-Капской провинции.